# شون ويب
شون ويب (بالإنجليزية: Sean Webb)‏ (4 يناير 1983 في المملكة المتحدة - ) هو لاعب كرة قدم بريطاني في مركز الدفاع. شارك مع منتخب أيرلندا الشمالية تحت 21 سنة لكرة القدم ومنتخب أيرلندا الشمالية لكرة القدم. أما مع النوادي، فقد لعب مع سانت جونستون ونادي أكرينغتون ستانلي ونادي روس كاونتي ونادي شامروك روفرز وDungannon Swifts F.C. ‏ وÞór Akureyri ‏ وفليتوود تاون وNairn County F.C. ‏.

## وصلات خارجية
- شون ويب على موقع قاعدة بيانات كرة القدم.إي يو (الإنجليزية)
- شون ويب على موقع Soccerbase.com (لاعب) (الإنجليزية)